# Rodrigo Ruiz Zárate
Rodrigo Ruiz, teljes nevén Rodrigo Ruiz Zárate (1923. április 14. – 1999. május 5.) mexikói labdarúgó, hátvéd.

## Pályafutása
Karrierjéről nem sokat tudni, az azonban biztos, hogy az 1950-es vb idején a Guadalajara játékosa volt.
A mexikói válogatottban öt meccse van, amik közül az első kettőt a világbajnokságon játszotta, Brazília és Jugoszlávia ellen. Egy gólt szerzett.

## Külső hivatkozások
- Rodrigo Ruiz Zárate – a FIFA adatbázisában